# 香港門薩學會
香港門薩學會（Hong Kong Mensa）為港澳地區唯一被認可之門薩學會分會。
門薩學會（Mensa International）為一國際性組織，創於1946年，由律師Roland Berrill及科學家Dr. Lance Ware在英國牛津創建，最大特色為該會以智商為唯一入會標準。
Mensa兼有兩個拉丁文的意思：Mens意為思想，而Mensa意謂圓桌，即希望會員在平等的身分下思想交流。
至今，Mensa並沒有官方的中文名稱，門薩學會僅為非正式的坊間譯名。

## 入會資格
如欲入會者須通過該會所提供之測試（Mensa Test），以證明申請人之智商為人口中最高的百分之二。
另外部分國家之Mensa分會亦接受申請人以該會接受之組織所提供之智商測試證明。
該會強調除智商外，種族、膚色、宗教、職業等因素均不會影響入會申請。